# Ignaz Aurelius Feßler

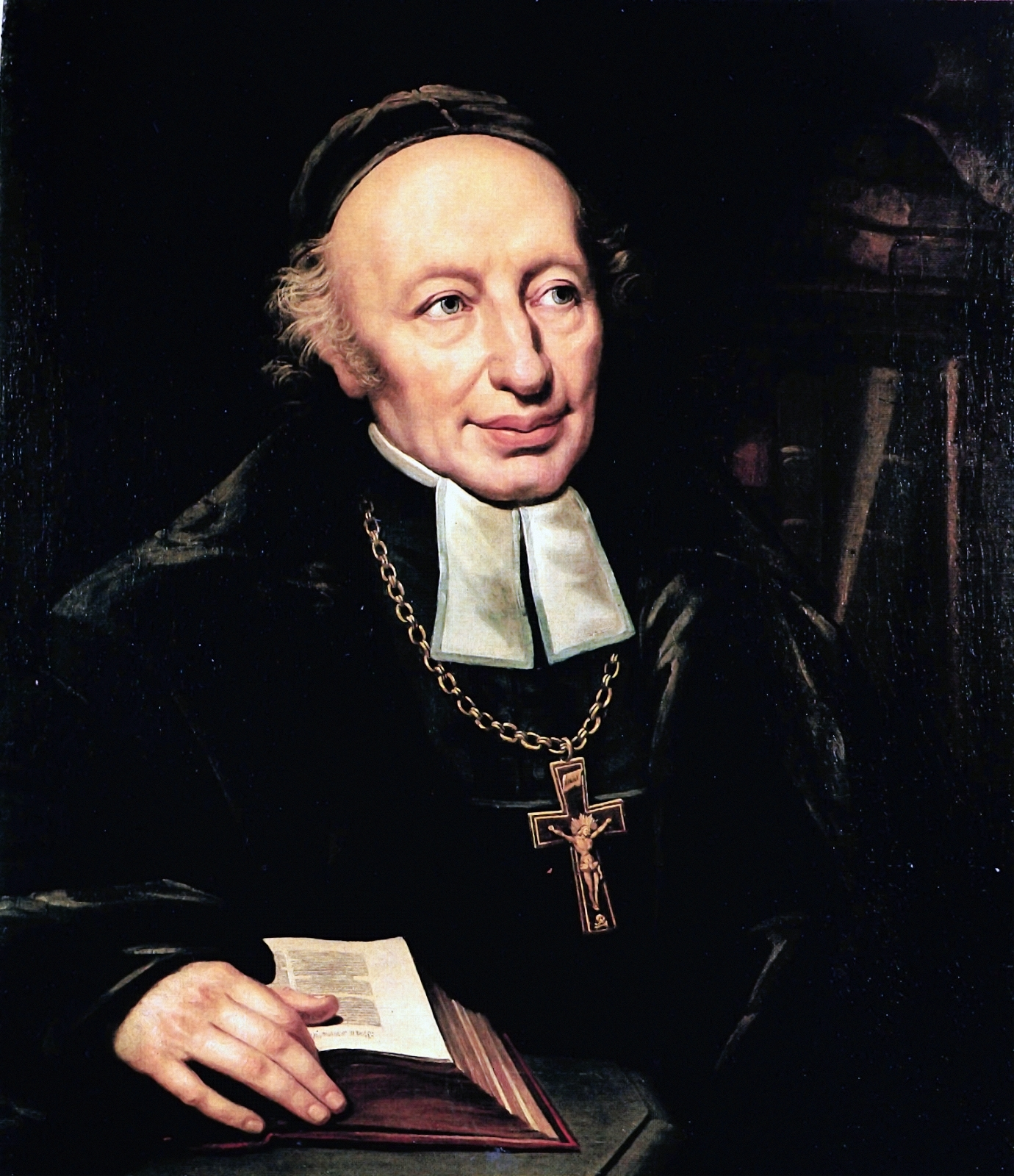
Ignaz Aurelius Feßler

Ignaz Aurelius Feßler, ungarisch Fessler Ignácz Aurél (* 18. Mai 1756 in Zurndorf (ungarisch Zurány), Komitat Wieselburg; † 15. Dezember 1839 in Sankt Petersburg) war katholischer Geistlicher, Orientalist, Kapuziner und Freimaurer sowie lutherischer Generalsuperintendent.

## Leben
Ignaz Aurelius Feßler besuchte die Schulen in Preßburg und Raab, trat 1773 im Kloster Moor bei Stuhlweißenburg in den Orden der Kapuziner ein und wurde 1779 zum Priester geweiht.
1784 wurde er in das Kloster Mödling bei Wien versetzt. In Wien machte der Tod eines 52 Jahre lang in einem unterirdischen Klosterkerker eingeschlossenen Mönchs einen tiefen Eindruck auf ihn. Der Mönch war wegen einer jugendlichen Übereilung ins Gefängnis gekommen. Feßler schrieb einen Brief an den Kaiser Joseph II., in dem er ihm den Fall schilderte. Dies hatte eine peinliche Untersuchung der Kapuzinerklöster durch kaiserliche Kommissionen zur Folge und die Beseitigung aller Klostergefängnisse in der Monarchie.
Dadurch war Feßler mit dem Kaiser persönlich bekannt geworden; in der Folge wurde er von ihm 1783 zum ordentlichen Professor der orientalischen Sprachen und des Alten Testaments an der Universität Lemberg ernannt und erhielt als erster Kapuziner den theologischen Doktorgrad. Kurz vor seiner Abreise entging er nur knapp einem Attentat durch den fanatischen Klosterbruder Pater Sergius.
In Lemberg wurde er auf eigenen Wunsch durch Pater Chrysologus aus dem Kapuzinerorden entlassen und ließ sich 1783 in die Freimaurerloge Phönix zur runden Tafel aufnehmen.
Im Jahr 1787 sah er sich wegen seines antijesuitischen Trauerspiels Sidney genötigt, sein Amt niederzulegen und nach Breslau zu fliehen. Er fand Aufnahme bei dem Freimaurer und Fürsten Schönaich-Carolath auf dessen Besitzung Carolath an der Oder, unweit von Glogau.
Von Joseph von Zerboni di Sposetti wurde Feßler als Führer für die Neugründung eines neuen Geheimbunds innerhalb der Freimaurerei ausgewählt; dieser sollte die Ideen des 1785 aufgehobenen Illuminatenordens weiterführen. Nach einigem Zögern nahm Feßler die Stellung an, war aber bestrebt, den neuen Bund, der auf dem Schloss Carolath gegründet wurde und den Namen der „Gutesthuer“ (Bund der Evergeten) bekam, fern von der Politik zu halten, während Zerboni und seinem neuen Freund, dem romantischen Schriftsteller Christian Jakob Salice-Contessa (wie Zerboni ein Schlesier italienischer Herkunft) ganz andere Ziele vorschwebten, nämlich die Vorbereitung einer Revolution in Preußen.
1791 trat Feßler zum lutherischen Glauben über und verheiratete sich 1792, doch wurde die Ehe 1802 wieder getrennt. Seit 1796 lebte er in Berlin und war dort literarisch tätig.
In der preußischen Hauptstadt wurde er von den Mitgliedern der dortigen Freimaurerloge Royal York gemeinsam mit Johann Gottlieb Fichte beauftragt, die Statuten und das Ritual dieser Loge zu reformieren. Bei seiner hervorragenden Arbeit drängte er unter anderem erfolglos auf die Abschaffung der Hochgrade. Sein Feßlersches System wurde vielfach angefeindet, auch warf der Ordensmeister der Großen Landesloge Gustav Friedrich von Castillon ihm vor, er habe einen gerade getauften Juden nach Hamburg empfohlen, nachdem dieser von der Loge Royal York nicht aufgenommen worden war. Aus diesen Gründen schied er 1802 aus der Royal York aus und schloss sich daraufhin der Loge Zu den drei Bergen in Freiberg an, die sich seine Annahme nicht verbieten ließ. 1809 wurde er als Professor der orientalischen Sprachen und der Philosophie an die Alexander-Newski-Akademie in Sankt Petersburg berufen. Dort engagierte er sich freimaurerisch und fertigte mit Unterrichtsminister Graf Rasumowsky, dem Polizeiminister Balaschew und dem liberal gesinnten Staatssekretär Michail Michailowitsch Speranski ein von Kaiser Alexander I. in Auftrag gegebenes Gutachten über die Tätigkeiten der Freimaurerlogen an, in dessen Folge die Freimaurerei in Russland genehmigt wurde.
Auch sein Amt an der Alexander-Newski-Akademie verlor Feßler bald wieder, weil man in seinen philosophischen Vorlesungen Kantianismus und Atheismus vermutete; darauf wirkte er als Mitvorsteher einer Erziehungsanstalt in Wolsk, wurde 1820 Superintendent und Konsistorialpräsident der evangelischen Gemeinden in Saratow und 1833 Generalsuperintendent und Kirchenrat der lutherischen Gemeinde in Sankt Petersburg, wo er am 15. Dezember 1839 starb. Sein Grab befindet sich im lutherischen Teil des Wolkowo-Friedhofes in Sankt Petersburg.
In Zurndorf wurde die Aurelius Fesslergasse ⊙ nach ihm benannt.

## Werke (Auswahl)
- Eleusinien des neunzehnten Jahrhunderts. Oder Resultate vereinigter Denker über Philosophie und Geschichte der Freimaurerei. 2 Bände. Frölich, Berlin 1802/1803.
  - Band 1 (1802) Digitalisat und Volltext im Deutschen Textarchiv
  - Band 2 (1803) Digitalisat und Volltext im Deutschen Textarchiv
- Die Loge zu Z.: Ein Auszug aus d. Reise-Journal eines unterrichteten Maurers; Abdr. aus d. Eleusinien d. 19. Jh. od. Resultate vereinigter Denker über Philosophie u. Geschichte d. Freimaurerei. Berlin 1803 bei Heinrich Fröhlich. Neuherausgegeben u. eingeleitet von Alfred Unger. Berlin: A. Unger 1927.
- Gemaelde aus den alten Zeiten der Hungarn. Korn, Breslau 1808
- Die alten und die neuen Spanier. Berlin 1810. Mikrofiche-Ausgabe: Saur, München [u. a.] 1990–1994, ISBN 3-598-50715-1.
- Christliche Reden. Riga 1822, 2 Bände. Mikrofiche-Ausgabe: Saur, München [u. a.] 1990–1994, ISBN 3-598-50715-1.
- Liturgische Versuche zur Erbauung der Gläubigen, sowohl geistlichen als weltlichen. Hartmann, Riga 1823
- Liturgisches Handbuch zum beliebigen Gebrauche evangelischer Liturgen und Gemeinden. Hartmann, Riga 1823
- Die Geschichten der Ungern und ihrer Landsassen in zehn Bänden von Ignaz Aurelius Fessler. Brockhaus, Leipzig 19XX
- Geschichte von Ungarn. Von Ignaz Aurelius Fessler; Mit einem Vorwort von Michael Horváth. 2. verm. u. verb. Auflage. Bearb. von Ernst Klein. Brockhaus, Leipzig 1867–1883
- [Sämtliche Schriften über Freimaurerei] Fessler’s sämmtliche Schriften über Freymaurerey: wirklich als Ms. für Brüder. Gerlach, Freyberg 19XX
- Fessler’s Rückblicke auf seine siebzigjährige Pilgerschaft: ein Nachlass. 2. Auflage. Geibel, Leipzig 1851
- Fessler’s Resultate seines Denkens und Erfahrens: als Anhang zu seinen Rückblicken. Breslau, 1826. Mikrofiche-Ausgabe: Saur, München [u. a.] 1994, ISBN 3-598-50715-1, ISBN 3-598-50017-3 (Teilausg. Klassik/Romantik); ISBN 3-598-50095-5

### Historische Romane (Auswahl)
- Mathias Corvinus, König der Hungarn. Carlsruhe o. J.
- Der Nachtwächter Benedict. Carlsruhe 1810. Mikrofiche-Ausgabe: Belser Wiss. Dienst, Wildberg 1989–1990. (Edition Corvey). ISBN 3-628-35015-8
- Lotario oder der Hofnarr. Carlsruhe 1810. Mikrofiche-Ausgabe: Belser Wiss. Dienst, Wildberg 1989–1990. (Edition Corvey). ISBN 3-628-35017-4
- Alexander der Eroberer. Carlsruhe 1810. Mikrofiche-Ausgabe: Belser Wiss. Dienst, Wildberg 1989–1990. (Edition Corvey). ISBN 3-628-35016-6
- Bonaventura’s mystische Nächte. Carlsruhe 1810. Mikrofiche-Ausgabe: Belser Wiss. Dienst, Wildberg 1989–1990. (Edition Corvey). ISBN 3-628-35018-2
- Alonso oder der Wanderer nach Montserrat. Carlsruhe 1810. Mikrofiche-Ausgabe: Belser Wiss. Dienst, Wildberg 1989–1990. (Edition Corvey). ISBN 3-628-35013-1
- Theresia oder Mysterien des Lebens und der Liebe. Carlsruhe 1810. Mikrofiche-Ausgabe: Belser Wiss. Dienst, Wildberg 1989–1990. (Edition Corvey). ISBN 3-628-35014-X
- Marc Aurel. Carlsruhe 1810. Mikrofiche-Ausgabe: Belser Wiss. Dienst, Wildberg 1989–1990. (Edition Corvey) ISBN 3-628-35012-3
- Aristides und Themistocles. Carlsruhe 1810. Mikrofiche-Ausgabe: Belser Wiss. Dienst, Wildberg 1989–1990. (Edition Corvey). ISBN 3-628-35011-5
- Abälard und Heloisa (fiktive Autobiographie). Carlsruhe 1810. Mikrofiche-Ausgabe: Belser Wiss. Dienst, Wildberg 1989–1990. (Edition Corvey). ISBN 3-628-35010-7